# Kamil Barański (lekkoatleta)
Kamil Barański (ur. 25 lipca 1985 w Tomaszowie Mazowieckim) – polski lekkoatleta, płotkarz.
Zawodnik Warszawianki. Był członkiem polskiej reprezentacji na Młodzieżowe Mistrzostwa Europy w Lekkoatletyce (Hengelo 2007), jednak ostatecznie nie pojawił się na starcie z powodu kontuzji. W 2004 został Halowym Mistrzem Polski Juniorów w biegu na 400 metrów.

## Rekordy życiowe
- 400 metrów przez płotki – 50,87 (2007)
- 300 metrów (hala) – 34,76 (2004)
- 400 metrów – 47,32 (2007)
- 400 metrów (hala) – 48,07 (2004)